# Ingrid Luterkort
Carola Ingrid Margareta Segerstedt Luterkort (født Eklundh, den 28. juni 1910 i Lund i Sverige – 3. august 2011) var en svensk skuespillerinde, instruktør og musiker.

## Biografi
Ingrid Luterkort debuterede som skuespiller under navnet Ingrid Eklundh. Hun uddannde sig først som kantor for at have et et erhverv ved siden af skuespillet. Hun studerede ved Dramatens elevskole i årene 1932-34, hvor hun gik i samme klasse som Ingrid Bergman, Gunnar Björnstrand, Irma Christenson og Signe Hasso. Hun teaterdebuterede på Dramaten i 1933. Ingrid Luterkort debuterede som teaterinstruktør i 1940 og anses som en af de første svenske kvindelige teaterinstruktører. Hun var i flere år ansat ved Sveriges Radio som oplæser af Dagens dikt og har i 2005 medvirker i radioprogrammer. Hun underviste i teatervidenskab ved Stockholms universitet i årene 1970-77.
Ingrid Luterkort medvirkede foråret 2006 i Jean Racines klassiske stykke Fedra på Dramaten, og er derved den ældste skuespiller, der har medvirket i et stykke på Dramaten.

## Filmografi i udvalg
- Underbar och älskad av alla (2007)
- Beck – Den japanska Shungamålningen (2007)
- Barnen från Frostmofjället (1945)
- Med livet som insats (1940)
- Milly, Maria och jag (1938)

## Eksterne links
- Ingrid Luterkort på Internet Movie Database (engelsk)
- Ingrid Luterkort på Svensk Filmdatabas (svensk)
- Ingrid Luterkort på AllMovie (engelsk)
- Ingrid Luterkort på The Movie Database (engelsk)
- DN – Ingrid Luterkort – en rörlig pionjär väntar inte (16 juli 2006) Arkiveret 30. september 2007 hos  Wayback Machine